# Canton de Seyssel (Haute-Savoie)
Pour les articles homonymes, voir Canton de Seyssel.
Le canton de Seyssel est un ancien canton français, situé dans le département de la Haute-Savoie. Le chef-lieu de canton se trouvait à Seyssel. Il disparait lors du redécoupage cantonal de 2014 et les communes rejoignent le canton de Saint-Julien-en-Genevois.

## Géographie
Le canton de Seyssel, situé sur la rive gauche du Rhône, est strictement homonyme avec l'autre canton de Seyssel, situé sur la rive droite, dans le département de l'Ain, et dont le chef-lieu est la commune de Seyssel. Les cantons, de même que leurs chefs-lieux respectifs, sont limitrophes. Les onze communes de l'ancien canton corresponde au pays de Seyssel compris entre le Rhône, à l'ouest, le Fier et la montagne des Princes, qui domine la ville de Seyssel, au sud, et s'étale en direction du nord jusqu'à la Sémine.

## Histoire administrative
Lors de l'annexion du duché de Savoie à la France révolutionnaire en 1792, le pays de Seyssel est attaché en partie au canton de Frangy dans le district de Carouge, notamment Seyssel, et dans celui de Clermont dans le district d'Annecy, au sein du département du Mont-Blanc,. Avec la réforme de 1800, la petite région se trouve toujours séparée avec les communes du long du Rhône qui restent dans le canton de Frangy mais dans le nouveau département du Léman, alors que le canton de Clermont est supprimé et les communes sont rattachées au canton de Rumilly dans le département du Mont-Blanc.
En 1814, puis 1815, le duché de Savoie retourne dans le giron de la maison de Savoie. La nouvelle organisation de 1816 met en place des mandements dont Seyssel deviendra un centre au sein de la nouvelle province de Rumilly. Le mandement compte dix-sept communes : Arcine ; Bassy ; Challonges ; Chênes-en-Sémine ; Chilly ; Clarafont ; Clermont ; Crempigny ; Désingy ; Droisy ; Éloise ; Franclens ; Menthonnex ; Saint-Germain ; Seyssel ; Unisens et Vanzy. La nouvelle réforme de 1818 modifie l'organisation du territoire avec la suppression de la province du Rumilly qui réintègre celle du Genevois. Le mandement de Seyssel est maintenu mais il est cependant rattaché à la province de Carouge. Carouge et d'autres communes frontalières ont été données à la Suisse par le traité de Turin de 1816, mais la province continue d'exister avec Saint-Julien comme nouveau-chef-lieu. La province disparaît pour intégrer celle du Genevois, dans la nouvelle division administrative d'Annecy. Le mandement n'est toutefois pas modifié, gardant 17 communes et comptant 11 491 habitants.
Au lendemain de l'annexion de 1860, le duché de Savoie est réuni à la France et retrouve une organisation cantonale, au sein du nouveau département de la Haute-Savoie (créé par décret impérial le 15 juin 1860). Le canton de Seyssel est créé par décret du 20 décembre 1860 reprenant une partie des communes du mandement sarde, les autres étant données au nouveau canton de Frangy,.
Par décret du 13 février 2014, le nombre de cantons du département est divisé par deux, avec mise en application aux élections départementales de mars 2015. Les communes du canton de Seyssel rejoignent le canton de Saint-Julien-en-Genevois.

## Composition
Le canton de Seyssel regroupait les 11 communes suivantes :
| Nom                      | Code Insee | Intercommunalité  | Superficie (km2) | Population (dernière pop. légale) | Densité (hab./km2) |
| ------------------------ | ---------- | ----------------- | ---------------- | --------------------------------- | ------------------ |
| Seyssel (chef-lieu)      | 74269      | CC Usses et Rhône | 16,86            | 2 283 (2014)                      | 135                |
| Bassy                    | 74029      | CC Usses et Rhône | 7,57             | 419 (2014)                        | 55                 |
| Challonges               | 74055      | CC Usses et Rhône | 7,90             | 489 (2014)                        | 62                 |
| Chêne-en-Semine          | 74068      | CC Usses et Rhône | 9,46             | 420 (2014)                        | 44                 |
| Clermont                 | 74078      | CC Usses et Rhône | 6,98             | 408 (2014)                        | 58                 |
| Desingy                  | 74100      | CC Usses et Rhône | 18,93            | 806 (2014)                        | 43                 |
| Droisy                   | 74107      | CC Usses et Rhône | 4,55             | 162 (2014)                        | 36                 |
| Franclens                | 74130      | CC Usses et Rhône | 5,37             | 516 (2014)                        | 96                 |
| Menthonnex-sous-Clermont | 74178      | CC Usses et Rhône | 10,14            | 656 (2014)                        | 65                 |
| Saint-Germain-sur-Rhône  | 74235      | CC Usses et Rhône | 7,85             | 479 (2014)                        | 61                 |
| Usinens                  | 74285      | CC Usses et Rhône | 7,63             | 385 (2014)                        | 50                 |

## Représentation
| Période           | Identité                        | Parti        | Qualité |
| ----------------- | ------------------------------- | ------------ | --- |
| 1861-1870         | Louis Lassalle                  | Bonapartiste | Industriel, propriétaire du château de Cologny Maire de Seyssel |
| 1870-1895         | Camille de Lavenay ou Delavenay | Démocrate    | Docteur en médecine, maire de Desingy (1876-1901) |
| 1895-1910 (décès) | César Duval                     | Républicain  | Pharmacien, maire de Saint-Julien-en-Genevois (1881-1896) Propriétaire à Collonges-sous-Salève Sénateur (1898-1910)                                                                       |
| 1910-1925         | Albert Martin                   | Rad.         | Juge de paix, viticulteur |
| 1925-1940         | Jules Coissard                  | Rad.         | Entrepreneur - Maire de Seyssel (1919-1945) |
|                   |                                 |              | |
| 1942-1945         | Charles Morard                  | Rad.         | Conseiller d'arrondissement, maire de Seyssel Nommé conseiller départemental en 1942 |
|                   |                                 |              | |
| 1945-1964         | Claudius Bornard                | DVD          | Cultivateur - Maire d'Usinens (1931-1949) |
| 1964-1976         | Pierre Sappey                   | DVD puis CD  | Notaire - Maire de Seyssel (1959-1977) |
| 1976-1991 (décès) | André Abry                      | DVD          | Instituteur - Maire de Bassy |
| 1991-2015         | Christian Monteil               | DVD          | Directeur de Maison familiale rurale maire de Seyssel jusqu'en 2008 Président de la Communauté de communes du pays de Seyssel Président du conseil général puis départemental depuis 2008 |

## Démographie
| 1962  | 1968  | 1975  | 1982  | 1990  | 1999  | 2006  | 2011  | 2012  |
| ----- | ----- | ----- | ----- | ----- | ----- | ----- | ----- | ----- |
| 4 261 | 4 256 | 4 116 | 3 971 | 4 459 | 5 124 | 6 099 | 6 940 | 6 973 |